# Optio

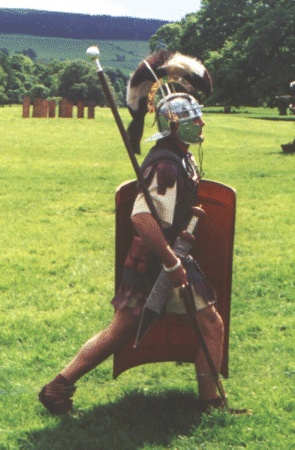

L'optio (du latin choisir) est un grade de l'armée romaine. Il fait fonction de messager entre les décurions et les centurions. Il était choisi par le centurion parmi les décurions.
L'optio est l'adjoint du centurion. Dans l'armée française, ce grade correspondrait à peu près à un major à l'époque où ce grade correspondait à un corps à part. L'optio est un sous-officier ayant un rôle d'officier ou proche d'officier. 
L'optio est le second du centurion. Un de ses rôles principaux est de maintenir l'alignement de la centurie, il se tient à l'arrière de celle-ci et veille à ce que personne ne quitte la formation en prenant la fuite, il s'aide pour cela d'une hampe (hastile) décorée indiquant son rang.

## Types d'optio
- Optio centuriae, sous-officier second du centurion dans une centurie, il criait les ordres à la troupe pendant un combat.
- Optio ad spem ordinis, sous-officier en attente de passer centurion.
- Optio equitum, officier dans la cavalerie, avait le statut de chevalier romain.
- Optio carceris, sous-officier chargé des prisons.
- Optio fabricæ, sous-officier du génie militaire.
- Optio navaliorum, sous-officier de la marine, second d'un triérarque (commandant d'un navire).
- Optio valetudinarii, sous-officier de l'Hôpital militaire.
- Optio statorum, sous-officier de la police militaire
- Optio Campidoctores, sous-officier responsable des instructeurs et nouvelles recrues.
- Optio Cornicen, sous-officier responsable des musiciens.

## Dans la culture populaire
Les auteurs de la bande dessinée Astérix font référence à ce grade lorsqu'ils utilisent le synonyme « optione » pour qualifier le bras droit du centurion Caius Faipalgugus, dans l'album Le Devin (1972).